# Мацоко (Терамо)
Мацоко (итал. Mazzocco) је насеље у Италији у округу Терамо, региону Абруцо.
Према процени из 2011. у насељу је живело 96 становника. Насеље се налази на надморској висини од 111 м.